# Krikor V (ormiański patriarcha Jerozolimy)
Krikor V (ur. ?, zm. ?) – w latach 1613–1645 ormiański Patriarcha Jerozolimy.